# Robert Pringarbe
Robert Pringarbe, né le 23 février 1921 à Rouen (Seine-Inférieure) et mort le 9 avril 2015 à Créteil (Val-de-Marne), est un dirigeant sportif français, secrétaire général de la Fédération sportive et culturelle de France de 1954 à 1986 et du Comité national olympique et sportif français dès la création de celui-ci à laquelle il contribue en 1972 et dont il reste membre jusqu'en 1989.
L'importance de son activité internationale, fondée sur le secrétariat général de la Fédération internationale catholique d'éducation physique et sportive qu'il exerce de 1954 à 1991 et sur les missions de solidarité effectuées à la demande du Comité international olympique est attestée par de nombreuses distinctions étrangères.

## Biographie
Né à Rouen le 23 février 1921, Robert Roger Jean Pringarbe arrive à Paris en 1928. Il y passe son certificat d'études primaires (CEP) en 1933 et, à la suite du décès de son père, entre dans la vie active l’année suivante, à 13 ans, comme employé de la banque Italo-belge.
Il passe alors l’essentiel de ses loisirs au football dans le patronage paroissial de la paroisse Saint-Eustache puis à Saint-Roch Sport à partir de 1937 où il se consacre à l’athlétisme (400 mètres).
En 1942, les patronages des 1er, 2e, 3e et 4e  arrondissements de Paris se regroupent à son initiative et celle de l'abbé Choquet dans les locaux de l’un d’entre eux, L’Étoile de la Bonne Nouvelle au sein de l’Association sportive du centre de Paris (ASCP).
Il se marie en 1943 puis séjourne un an à Mannheim au titre du service du travail obligatoire (STO). Membre du groupe de protection de la presse parisienne pendant l'occupation il participe, comme d’autres jeunes des patronages parisiens, à la libération de Paris. Il prépare ensuite l’expertise comptable grâce à ses employeurs.
Il meurt le 9 avril 2015 à l'âge de 94 ans dans une maison de retraite à Créteil. Ses obsèques sont célébrées le 16 avril à Charenton-le-Pont.

## Engagements associatifs

### LaFSCF
De 1949 à 1953, il préside la commission d’athlétisme de l’Union départementale de la Seine et est membre de la commission sportive fédérale quand il est appelé en 1952 à seconder bénévolement le secrétariat général de la Fédération sportive de France (FSF) à la suite de la maladie d’Armand Thibaudeau. Simultanément de 1949 à 1957, il est secrétaire délégué de l'Office municipal des sports du 1er arrondissement de Paris. En 1954, après quelques hésitations il accepte le poste de secrétaire général qui lui est proposé et qu'il conserve jusqu’à sa retraite en 1986.
Sa durée dans cette fonction lui permet de côtoyer cinq présidents : François Hébrard, Gilbert Olivier, Guy Fournet, Jacques Gautheron et Maurice Davesne. Dès 1958, il donne la pleine mesure de ses talents d'organisateur, d'abord à l'occasion du soixantenaire de la FSF, célébré à Paris, ensuite à celle des matinées sportives et récréatives parisiennes, vite confiées à son adjoint Gérard Lollier. De 1959 à 1975, celles-ci initièrent au sport plus de 250 000 jeunes qui ont pu y côtoyer des grands champions en démonstration. Enfin il est à l'origine d'importants déplacements collectifs à l'étranger, notamment à l'occasion des Jeux olympiques.
À la FSF — devenue Fédération sportive et culturelle de France (FSCF) en 1968 — après avoir rétabli la transparence sur les effectifs, la faisant passer d’un million de membres au nombre réel de licenciés, il engage la fédération sur la voie du modernisme et du renouveau en réorganisant les services.
En 1965, il assure la défense des cadres et obtient le classement des diplômes fédéraux parmi ceux qui permettent l’enseignement du sport et de l’éducation physique contre rémunération. De 1965 à 1986, il développe une initiative de la Fédération française de football (FFF), appelée "journées des capitaines", en créant les stages d’éveil aux responsabilités qui dotèrent la fédération de plus de mille jeunes cadres de 15 à 21 ans.

### Dirigeant du sport français
Les responsabilités que les présidents Gilbert Olivier puis Guy Fournet lui délèguent, associées à sa capacité de travail, en font vite un personnage important du sport français. Représentant la fédération au sein du Comité national des sports (CNS), il y accepte les modestes fonctions de commissaire aux comptes avant d’entrer au conseil d’administration en 1964 puis accède au secrétariat général le 29 mai 1966.
Il devient alors un interlocuteur régulier du ministère des sports et plus particulièrement de son directeur, Marceau Crespin. Celui-ci l’incite dès 1971 à œuvrer à la fusion du CNS et du Comité olympique français (COF), projet qui se matérialise en 1972 avec la création du Comité national olympique et sportif français (CNOSF) dont il assume le secrétariat général à partir du 1er mars 1972 sous la présidence de Claude Collard.
Il y relance immédiatement l’opération Sport pour tous qu'il a déjà initiée au CNS depuis plusieurs années en embauchant un chargé de mission, Martin Grunenwald et en créant une commission dont la présidence est confiée à Nelson Paillou. En 1975 la création des comités régionaux olympiques et sportifs (CROS) puis celle des comités départementaux olympiques et sportifs (CDOS) est largement due à son initiative. En 1998 il est nommé secrétaire général honoraire du CNOSF sur proposition du président Henri Sérandour.
Particulièrement sensible à la défense de l’éthique sportive il est vice-président du Comité français Pierre-de-Coubertin. Secrétaire général du Comité français pour le fair-play depuis 1975, il est l'instigateur de la fusion qui aboutit le 6 janvier 1983 à la création de l'Association française pour un sport sans violence et pour le fair-play (AFSVFP) dont il prend la présidence jusqu'en 1994 à la demande de Nelson Paillou.

### Dirigeant international

Écusson de la délégation FSCF aux Jeux olympiques de Munich.

Au niveau international, il assume le secrétariat général de la Fédération internationale catholique d'éducation physique et sportive (FICEP) de 1954 à 1991. Dans le cadre de cette fonction il représente le Vatican à la commission pour le développement du sport du Conseil de l'Europe où Max Éraud lui succède lors de son départ à la retraite.
Dans le cadre de ses mandats du CNOSF il tient un rôle très actif à l’Association de cogestion pour les déplacements à but éducatif des jeunes (COGEDEP) et à l’Office franco-allemand pour la jeunesse (OFAJ). Il organise également l’accueil en France de nombreux groupes de jeunes japonais ainsi que des voyages et séjours collectifs aux Jeux olympiques de 1960 à Rome et aux Jeux olympiques de 1972 à Munich.
Le Comité international olympique (CIO) le charge de mission pour la solidarité et la formation des cadres nationaux des fédérations olympiques en Afrique francophone de 1987 à 1995. À cet effet, il envoie plusieurs fois en mission à Madagascar des formateurs de cadres pour les responsables techniques ou administratifs.

## Distinctions
Robert Pringarbe est : 
- Officier de l'ordre national du Mérite en 1974 ;
- Médaille de la jeunesse, des sports et de l'engagement associatif, or en 1978 ;
- Chevalier de la Légion d'honneur en 1987[J 12] dont la médaille lui est remise par Monsieur Christian Bergelin, ministre de la jeunesse et des sports[LJ 2] ;
- prix de l'éducateur et du dirigeant sportif[LJ 3] en 1988 remis par l'Académie des sports pour récompenser le meilleur dirigeant et éducateur sportif de l'année[9] ;
- titulaire de la médaille Pierre de Coubertin en 2001 remise le 24 avril 2001[10].

Au titre de ses multiples activités internationales, il est également décoré des ordres suivants : 
- chevalier de l’Ordre du Mérite autrichien en 1966 ;
- Ordre du Mérite malgache ;
- officier de l'Ordre du Mérite de la République fédérale d'Allemagne en 1984 ;
- Officier de l'ordre de Léopold II de Belgique en 1989 ;
- chevalier de l'ordre de Saint-Sylvestre en 2014 dont la médaille lui est remise le 19 juin 2014 par Mgr Brac de La Perrière[LJ 4].